# Cadminus
Cadminus es un género de foraminífero bentónico considerado un sinónimo posterior de Hormosinella de la familia Hormosinellidae, de la superfamilia Hormosinelloidea, del suborden Hormosinina y del orden Lituolida. Su especie-tipo era Reophax distans. Su rango cronoestratigráfico abarcaba el Holoceno.

## Discusión
Clasificaciones previas hubiesen incluido Cadminus en la subfamilia Reophacinae, de la familia Hormosinidae, de la superfamilia Hormosinoidea, así como en el suborden Textulariina del orden Textulariida o en el orden Lituolida.

## Clasificación
Cadminus incluía a la siguiente especie:
- Cadminus distans